# À la Jamaïque
Pour plus de détails, voir Fiche technique et Distribution.
À la Jamaïque est un film français réalisé par André Berthomieu en 1956 et sorti l'année suivante.

## Synopsis
Planteur jamaïcain, Manoël Martinez poursuit de ses assiduités la chanteuse espagnole Olivia de Montana jusqu'au domicile de son oncle : le mage Maxime de Saint-Maxime. Il y fait la connaissance d'une ancienne charcutière du Faubourg Saint-Antoine, à Paris, Annie Krüschen, devenue milliardaire par héritage, et dernière adepte du mage. Ayant appris qu'un planteur jamaïcain profite de l'absence de Manoël pour lui créer des difficultés financières, Annie invite ce dernier sur son yacht afin d'aller régler le problème sur place : elle compte racheter toutes les plantations du concurrent de Manoël, et devenir l'associée de ce dernier. Olivia fait partie du voyage, ainsi que deux intrigants qui convoitent la fortune d'Annie : son fondé de pouvoir Siméon Legrand et le mage.

## Fiche technique
- Titre : À la Jamaïque
- Réalisation : André Berthomieu, assisté de  Georges Casati, Jean-Pierre Desagnat, Michel Mitrani
- Scénario : d'après l'opérette éponyme de Francis Lopez sur un livret de Raymond Vincy, créée le 23 décembre 1953 au théâtre des Célestins à Lyon, puis le 24 janvier 1954 au théâtre de la Porte-Saint-Martin à Paris
- Adaptation : André Berthomieu
- Dialogue : Raymond Vincy
- Décors : Raymond Nègre, assisté de J. Forestier et A. Piltant
- Photographie : Marcel Grignon
- Opérateur : Raymond Lemoigne, assisté de J. Benézech et A. Marquette
- Musique : Francis Lopez
- Chansons : Raymond Vincy et Francis Lopez : Un petit nuage, Jamaïca, Olivia, Qu'ici, qu'ici
- Direction musicale Paul Bonneau et J.H Rys (éditions musicales de Francis Lopez)
- Ballets réglés par Jean Guélis
- Montage : Gilbert Natot, assisté de Marie-Josèphe Yoyotte
- Son : Lucien Lacharmoise, assisté de J.C Philippe et G. Rophé - Poste Parisien
- Maquillage : Nicole Bourban, assisté de M. Chaperon
- Photographe de plateau : Marcel Dole
- Script-girl : Andrée François
- Régisseur : Tonio Sune
- Ensemblier : G. Fontenelle
- Production : Francis Lopez, Eugène Lépicier
- Sociétés de production : Lyrica, Films Mars, Filmel
- Directeur de production : Robert Vignon
- Distribution : Sirius
- Enregistrement sur Western Electric
- Tournage du 20 août au 5 octobre 1956 dans les studios "Franstudio"
- Pays :  France
- Format : couleur procédé Eastmancolor - 35 mm - Son mono
- Genre : Comédie musicale
- Durée : 96 min.
- Date de sortie : 
  - France : 5 avril 1957
- Visa d'exploitation : 18663

## Distribution
- Luis Mariano : Manoël Martinez, jeune planteur de la Jamaïque
- Jane Sourza : Annie Krüschen, la riche milliardaire
- Paquita Rico (VF : Jacqueline Porel) : Olivia de Montana, la chanteuse
- Gisèle Robert : Gilda, la secrétaire de Peter Noster
- Fernand Sardou : Maxime de Saint-Maxime, l'oncle d'Olivia
- Darry Cowl : Peter Noster, le détective
- Frédéric Duvallès : Siméon Legrand, le fondé de pouvoir d'Annie
- Gaston Orbal : Le capitaine du navire
- Georges Aminel : Pépito, le serviteur de Manoël
- Maurice Dorléac : Le directeur de l'hôtel
- Maurice Nasil : Bolivar, le planteur concurrent
- Madeleine Suffel : L'habilleuse de la chanteuse
- Nono Zammit : L'impresario d'Olivia, la chanteuse
- Bernard Dumaine : Le réceptionniste de l'hôtel
- Roger Lecuyer : Un passager de l'avion et un spectateur au récital d'Olivia au casino
- Louis Villor